# Hupari
Hupari é uma vila no distrito de Kolhapur, no estado indiano de Maharashtra.

## Demografia
Segundo o censo de 2001, Hupari tinha uma população de 28,229 habitantes. Os indivíduos do sexo masculino constituem 51% da população e os do sexo feminino 49%. Hupari tem uma taxa de literacia de 70%, superior à média nacional de 59.5%: a literacia no sexo masculino é de 76% e no sexo feminino é de 62%. Em Hupari, 12% da população está abaixo dos 6 anos de idade.